# Suzanne Grant
Suzanne Grant est une footballeuse internationale écossaise née le 17 avril 1984. Actuellement avec Celtic Ladies FC, elle joue au poste d'attaquante.

## Palmarès
- Championnat d'Écosse de football féminin: 2

2004-05, 2006-07.
- Coupe d'Écosse de football féminin: 2

2005-06, 2006–07
- Championnat d'Angleterre de football féminin: 1

2008-09
- Coupe d'Angleterre de football féminin: 1

2008–09
- Coupe de la Ligue anglaise de football féminin: 1

2008–09